# Copperfield River
Der Copperfield River ist ein Fluss im Norden des australischen Bundesstaates Queensland.

## Geographie

### Flusslauf
Der Fluss entspringt in der Blackbraes Resources Reserve, unmittelbar nördlich des Blackbraes-Nationalparks. Von dort fließt er nach Norden und mündet in der Kleinstadt Einasleigh in den Einasleigh River.

### Nebenflüsse mit Mündungshöhen
- Yarraman Creek – 702 m
- Swamp Creek – 657 m
- Middle Creek – 620 m
- Christmas Hill Creek – 550 m
- East Creek – 504 m
- Oak River – 477 m
- Soda Creek – 467 m
- Chinaman Creek – 460 m[1]